# Zagrad (Škocjan, Slovenija)
Zagrad je naselje u slovenskoj Općini Škocjanu. Zagrad se nalazi u pokrajini Dolenjskoj i statističkoj regiji Jugoistočnoj Sloveniji. 

## Stanovništvo
Prema popisu stanovništva iz 2002. godine naselje je imalo 84 stanovnika.